# Elecciones municipales de 2019 en Cádiz
Las elecciones municipales de 2019 se celebraron en Cádiz el domingo 26 de mayo, de acuerdo con el Real Decreto de convocatoria de elecciones locales en España dispuesto el 1 de abril de 2019 y publicado en el Boletín Oficial del Estado el 2 de abril. Se eligieron los 27 concejales del pleno del Ayuntamiento de Cádiz, a través de un sistema proporcional (método d'Hondt), con listas cerradas y un umbral electoral del 5 %.

## Resultados
La candidatura de Adelante, encabezada por el alcalde José María González Santos («Kichi») obtuvo una mayoría de 13 concejales, a uno de la mayoría absoluta marcada en 14 concejales. El resto de candidaturas con representación fueron las del Partido Popular, con 6 concejales, la del Partido Socialista Obrero Español de Andalucía con 5 concejales y la de Ciudadanos-Partido de la Ciudadanía, con 3.
| Candidatura                                          | Candidatura                                                                        | Votos                   | %              | Escaños        |
| ---------------------------------------------------- | ---------------------------------------------------------------------------------- | ----------------------- | -------------- | -------------- |
|                                                      | Adelante Cádiz: Podemos-Ganar Cádiz en Común- Izquierda Unida Andalucía (Adelante) | 26498                   | 43,89%         | 13             |
|                                                      | Partido Popular (PP)                                                               | 13397                   | 22,19%         | 6              |
|                                                      | Partido Socialista Obrero Español de Andalucía (PSOE-A)                            | 10474                   | 17,35%         | 5              |
|                                                      | Ciudadanos-Partido de la Ciudadanía (Cs)                                           | 6649                    | 11,03%         | 3              |
| Vox (Vox)                                            | Vox (Vox)                                                                          | 2294                    | 3,77%          | 0              |
| Partido Animalista Contra el Maltrato Animal (PACMA) | Partido Animalista Contra el Maltrato Animal (PACMA)                               | 742                     | 1,22%          | 0              |
| Alternativa Republicana (ALTER)                      | Alternativa Republicana (ALTER)                                                    | 177                     | 0,29%          | 0              |
| Por Un Mundo Más Justo (PUM+J)                       | Por Un Mundo Más Justo (PUM+J)                                                     | 136                     | 0,22%          | 0              |
| Votos en blanco                                      | Votos en blanco                                                                    | &&&&&&&&&&&&&&00.&&&&-0 |                | n/a            |
| Votos válidos                                        | Votos válidos                                                                      | &&&&&&&&&&&&&&00.&&&&-0 | 100,00         | 27             |
| Votos nulos                                          | Votos nulos                                                                        | &&&&&&&&&&&&&&00.&&&&-0 | Participación: | Participación: |
| Votantes                                             | Votantes                                                                           | &&&&&&&&&&&&&&00.&&&&-0 | Participación: | Participación: |
| Electores                                            | Electores                                                                          | &&&&&&&&&&&&&&00.&&&&-0 | Participación: | Participación: |

## Concejales
Relación de concejales electos:
| N.º | Nombre                                | Lista | Lista    |
| --- | ------------------------------------- | ----- | -------- |
| 1   | José María González Santos (Kichi)    |       | Adelante |
| 2   | Juan José Ortiz Quevedo               |       | PP       |
| 3   | Ana Isabel Fernández Garrón           |       | Adelante |
| 4   | Francisco Matías González Pérez       |       | PSOE-A   |
| 5   | Martín Vila Pérez                     |       | Adelante |
| 6   | José Manuel Cossi Gonzalez            |       | PP       |
| 7   | Domingo Villero Carro                 |       | Cs       |
| 8   | Lorena Garrón Rincón                  |       | Adelante |
| 9   | David Navarro Vela                    |       | Adelante |
| 10  | María José Rodríguez Vega             |       | PSOE-A   |
| 11  | María Teresa González García-Negrotto |       | PP       |
| 12  | Lola Cazalilla Ramos                  |       | Adelante |
| 13  | Demetrio Quirós Santos                |       | Adelante |
| 14  | Óscar Manuel Torres León              |       | PSOE-A   |
| 15  | José Ignacio Romaní Cantera           |       | PP       |
| 16  | Lucrecia María Valverde Lasanta       |       | Cs       |
| 17  | Eva María Tubio Martínez              |       | Adelante |
| 18  | José Ramón Paez Pareja                |       | Adelante |
| 19  | Carmen Sánchez Barrera                |       | PP       |
| 20  | Montemayor Mures Aznar                |       | Adelante |
| 21  | Natalia María Álvarez Dodero          |       | PSOE-A   |
| 22  | Juan Carlos Paradas García            |       | Adelante |
| 23  | Nuria María Álvarez López             |       | PP       |
| 24  | María Carmen Fidalgo Campaña          |       | Cs       |
| 25  | María Teresa Almagro Villar           |       | Adelante |
| 26  | Francisco Javier Ramírez Muñoz        |       | PSOE-A   |
| 27  | Elena Montserrat Fernández Valle      |       | Adelante |